# Marques Townes
Marques Townes (Edison, Nueva Jersey, 7 de septiembre de 1995) es un jugador de baloncesto dominico-estadounidense que actualmente juega en el BC Kalev/Cramo de la Alexela Korvpalli Meistriliiga y es internacional con la selección de baloncesto de la República Dominicana. Con 1,93 metros de estatura, juega en la posición de escolta.

## Trayectoria deportiva

### Universidad
Jugó durante dos temporadas con los Fairleigh Dickinson Knights (2014-2016) en la modesta Universidad Fairleigh Dickson en el Estado de New Jersey y otras dos temporadas con Loyola Ramblers (2017-2019) de la Universidad de Loyola en Chicago. En la temporada 2017-2018 su actuación sería clave para llevar a su equipo hasta la final de la NCAA.
En la temporada 2018-2019 promedió 15,3 puntos, 5 rebotes y 3,6 asistencias por partido.  Además, sería nombrado mejor jugador de la temporada  de la Missouri Valley Conference.

### Profesional
Tras no ser elegido en el Draft de la NBA de 2019, fue invitado por los Chicago Bulls para disputar las Ligas de Verano de la NBA.
El 24 de julio de 2019 ficha por un año por el UCAM Murcia CB. Durante la temporada 2019-20, jugaría 14 partidos.
El 10 de marzo de 2021, rescinde su contrato con UCAM Murcia CB, tras disputar 19 partidos durante la temporada 2020-21 en los que promedia 1,7 puntos, 0,6 rebotes, 0,6 asistencias y 1,2 de valoración.
El 11 de marzo de 2021, firma por el BC Kalev/Cramo de la Alexela Korvpalli Meistriliiga.